# ルイーズ・フランソワーズ・ド・ブルボン
ルイーズ・フランソワーズ・ド・ブルボン（Louise Françoise de Bourbon, 1673年6月1日 - 1743年6月16日）は、コンデ公ルイ3世の妻。独身の頃はマドモワゼル・ド・ナント（Mademoiselle de Nantes, ナント令嬢）と呼ばれていた。

## 生涯
フランス王ルイ14世と愛妾モンテスパン夫人の庶子として、トゥルネーで生まれた。母は子供たちを生みっぱなしであったため、代わりにマントノン夫人の元で育てられた。1685年5月24日、ブルボン家傍系コンデ公の嗣子ルイと結婚した。コンデ公家は、王の庶子が降嫁されたことを喜んだと言うが、彼女にとっては不幸な結婚となった。夫ルイには、父のコンデ公アンリ3世と同じく遺伝性の精神病が受け継がれており、彼は暴力をふるう冷酷な人物だったからである。その一方で知的な面もあり、ルイ15世が最初に任命した宰相でもあった。
ルイーズ・フランソワーズは美しく、開けっぴろげで扇情的で、その辛辣な気性を恐れられた。同母妹のオルレアン公爵夫人フランソワーズと、どちらの娘がベリー公シャルルの妻となるか競争したことで知られる。子供たちに母親として影響を与えたかと言えばそうでもなく、娘たちの幾人かは信心深い女性に育ったが、コンデ家の遺伝性の病も同じように受け継いだ。
ルイーズの美しい像が、ブルボン宮殿に建てられている。

## 子女
- マリー・アンヌ・ガブリエル・エレオノール（1690年 - 1766年）
- ルイ4世アンリ（1692年 - 1740年） - ブルボン公、コンデ公。ルイ15世時代に首相となる。
- ルイーズ・エリザベート（1693年 - 1775年）
- ルイーズ・アンヌ（1695年 - 1758年）
- マリー・アンヌ（1697年 - 1741年）
- シャルル（1700年 - 1760年）- シャロレー伯
- アンリエット・ルイーズ（1703年 - 1772年）
- エリザベート・アレクサンドリーヌ（1705年 - 1765年）
- ルイ（1709年 - 1771年） - クレルモン伯